# Yuri Alberto
Yuri Alberto Monteiro da Silva (São José dos Campos, 18 maart 2001) is een Braziliaans voetballer die doorgaans als aanvaller speelt. Hij verruilde FK Zenit in januari 2023 transfervrij voor Corinthians, dat hem daarvoor al een halfjaar huurde. Yuri Alberto debuteerde in 2023 in het Braziliaans voetbalelftal.

## Clubcarrière
Yuri Alberto werd op twaalfjarige leeftijd opgenomen in de jeugdopleiding van Santos. Hij tekende op 28 juni 2017 zijn eerste contract en werd op 1 november 2017 bij de selectie van het eerste elftal gehaald. Vijftien dagen later debuteerde hij in de Braziliaanse Série A, tegen EC Bahia. Yuri Alberto kreeg in vier jaar tijd te maken met vier verschillende hoofdcoaches, die alle vier weinig gebruik van hem maakten. Hij verruilde Santos in augustus 2020 vervolgens voor Internacional. Hier veroverde hij na een paar maanden een basisplaats.
Met zijn nieuwe club werd Yuri Alberto in 2020 tweede in de Série A, een punt achter Flamengo. Het seizoen erna eindigden zijn ploeggenoten en hij op de twaalfde plaats. Hij werd dat jaar zelf topscorer van Internacional, met twaalf doelpunten in de competitie en negentien in totaal.
Yuri Alberto verruilde Internacional in januari 2022 voor FK Zenit, dat 25 miljoen euro voor hem betaalde. Hiermee werd hij dat seizoen voor het eerst in zijn carrière landskampioen. Ook speelde hij voor het eerst in zijn carrière in de Champions League, tegen Betis Sevilla. Toch keerde hij na een kleine zes maanden terug naar Brazilië. Corinthians lijfde hem eerst op huurbasis in en nam hem in januari 2023 definitief in dienst.

## Interlandcarrière
Yuri Alberto won met Brazilië –17 het Zuid-Amerikaans kampioenschap –17 van 2017 en werd daarmee derde op het WK –17 van 2017. Hij was op beide toernooien hoofdzakelijk wisselspeler. Hij debuteerde op 25 maart 2023 in het Braziliaans voetbalelftal. Bondscoach Ramon Menezes liet hem toen vijf minuten voor tijd invallen tijdens een oefeninterland tegen Marokko.

## Erelijst
| Kampioen Premjer-Liga | 1x | 2021/22 |